# Andriana
El terme andriana es refereix tant a la classe noble d'Imerina com un títol de noblesa a Madagascar. Històricament, molts grups ètnics malgaixos vivien en ordres socials basats en castes molt estratificades en què els andriana ocupaven els llocs més alts. Estaven per sobre dels hova (castes comunitàries lliures) i dels andevo (esclaus). En la terminologia local, els andriana i els hova eren part dels fotsy, mentre que els andevo eren mainty.
Els andriana constituïen originalment la noblesa, els guerrers i els propietaris de les terres dins la societat merina. Eren endogàmics i els seus privilegis es conservaven institucionalment. Encara que el terme i el concepte d'andriana s'acostuma a relacionar amb els merina de Madagascar, no es limita a ells. L'ús de la paraula «andriana» per denotar la noblesa es dona entre nombrosos grups ètnics malgaixos com els betsileo, betsimisaraka, tsimihety, bezanozano, antambahoaa i antemoro. Andriana sovint formava part dels noms dels reis, prínceps i nobles malgaixos. L'evidència lingüística suggereix que el seu origen ve d'un antic títol de noblesa javanesa, tot i que s'han proposat teories alternatives.